# Bernat de Puigcercós
Bernat de Puigcercós OP (Girona – 1342) war ein katalanischer Dominikanerbruder, der im 14. Jahrhundert lebte. Er war Inquisitor der Krone von Aragonien.

## Werke
Er schrieb ein kurzes Traktat auf Latein, dessen Name Quaestio disputata de licitudine contractus emptionis et venditionis censualis cum conditione revenditionis (‚Strittige Überlegung über die Rechtmäßigkeit des Vertrags von Ein- und Verkauf der censals mit der Bedingung eines Wiederverkaufs‘) war. Es wurde von Josep Hernando i Delgado abgeschrieben und verlegt. Der benutzte Text wurde vom Manuskript Nr. 42 aus dem Kloster Sant Cugat del Vallès genommen. Dieses Manuskript liegt jetzt im Archiv der Krone von Aragonien. In diesem kleinen Traktat nimmt er die Rechtmäßigkeit der censals und violaris an. Diese wären das Recht, eine gewisse Summe von Geld für eine Periode oder sogar lebenslang zu bekommen, nachdem man einen Preis bezahlt hat. Sie waren in Katalonien und in der Krone von Aragonien während des Mittelalters sehr üblich. Dieses Thema wurde auch in mittelalterlichem kanonischem Recht sehr erörtert. 
Dieses Buch beeinflusste entscheidend Francesc Eiximenis’ Meinung für die Rechtmäßigkeit der censals und violaris in seinem Tractat d’usura (‚Wuchertraktat‘).